# Terre-de-Haut (Petite-Terre)
Pour les articles homonymes, voir Terre-de-Haut (homonymie).
Terre-de-Haut est une île inhabitée de France située dans l'océan Atlantique et faisant partie des îles de la Petite-Terre rattachées à la Guadeloupe, plus précisément à la commune de La Désirade.

## Histoire
Terre-de-Haut est originellement habitée par les Arawaks. Des poteries et pierres taillées retrouvées sur l'île attestent de la présence d'une colonisation de l'île entre 600 et 1500 après notre ère. Les îles de la Petite-Terre sont découvertes en 1493 par Christophe Colomb lors de son deuxième voyage, en même temps que la Désirade.

## Géographie
Île plus petite que Terre-de-Bas située en face ; l'accès  est interdit à toute visite afin de garantir la protection des espèces et notamment la reproduction des tortues vertes et des tortues imbriquées.

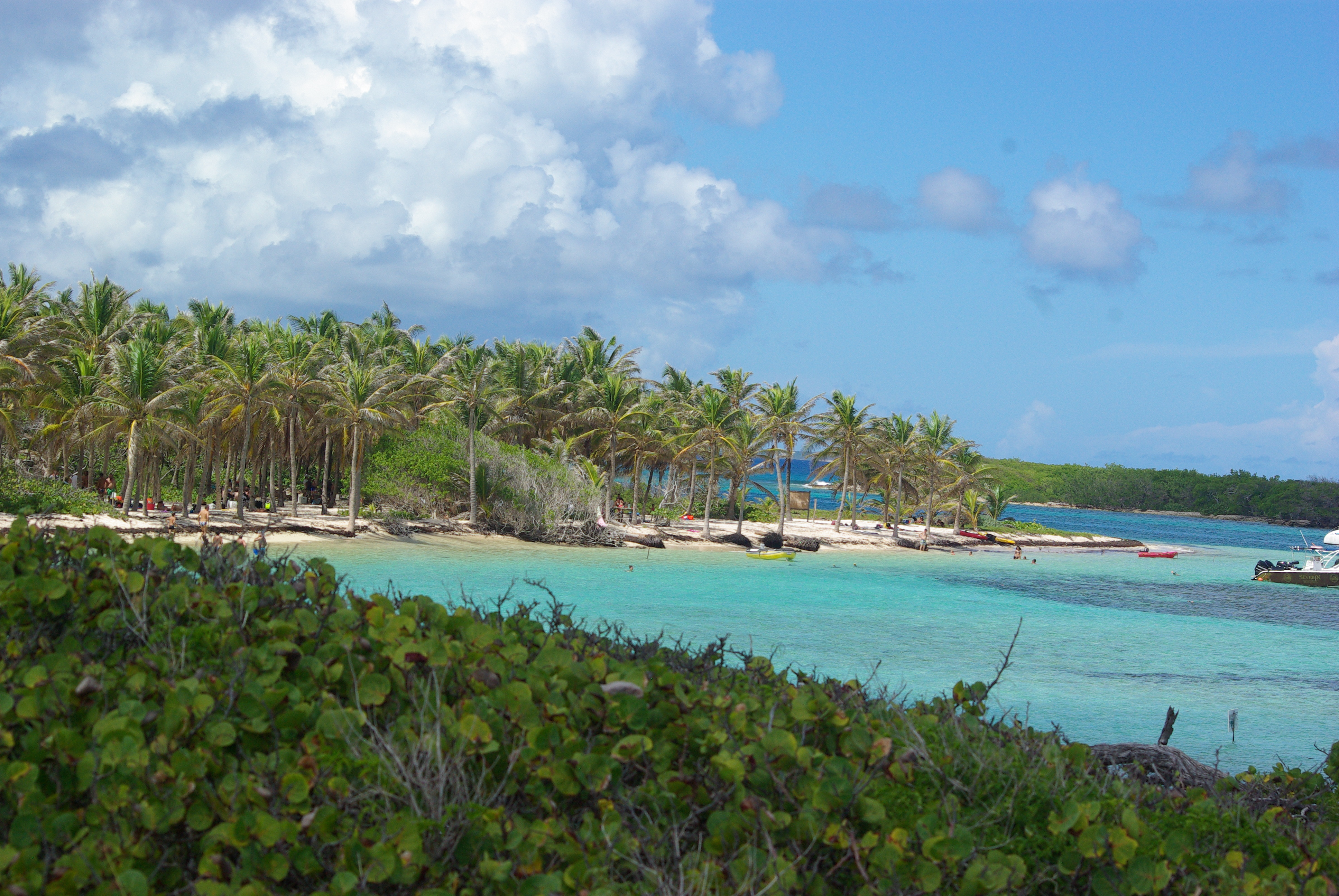
Les 2 îles,le lagon et la plage
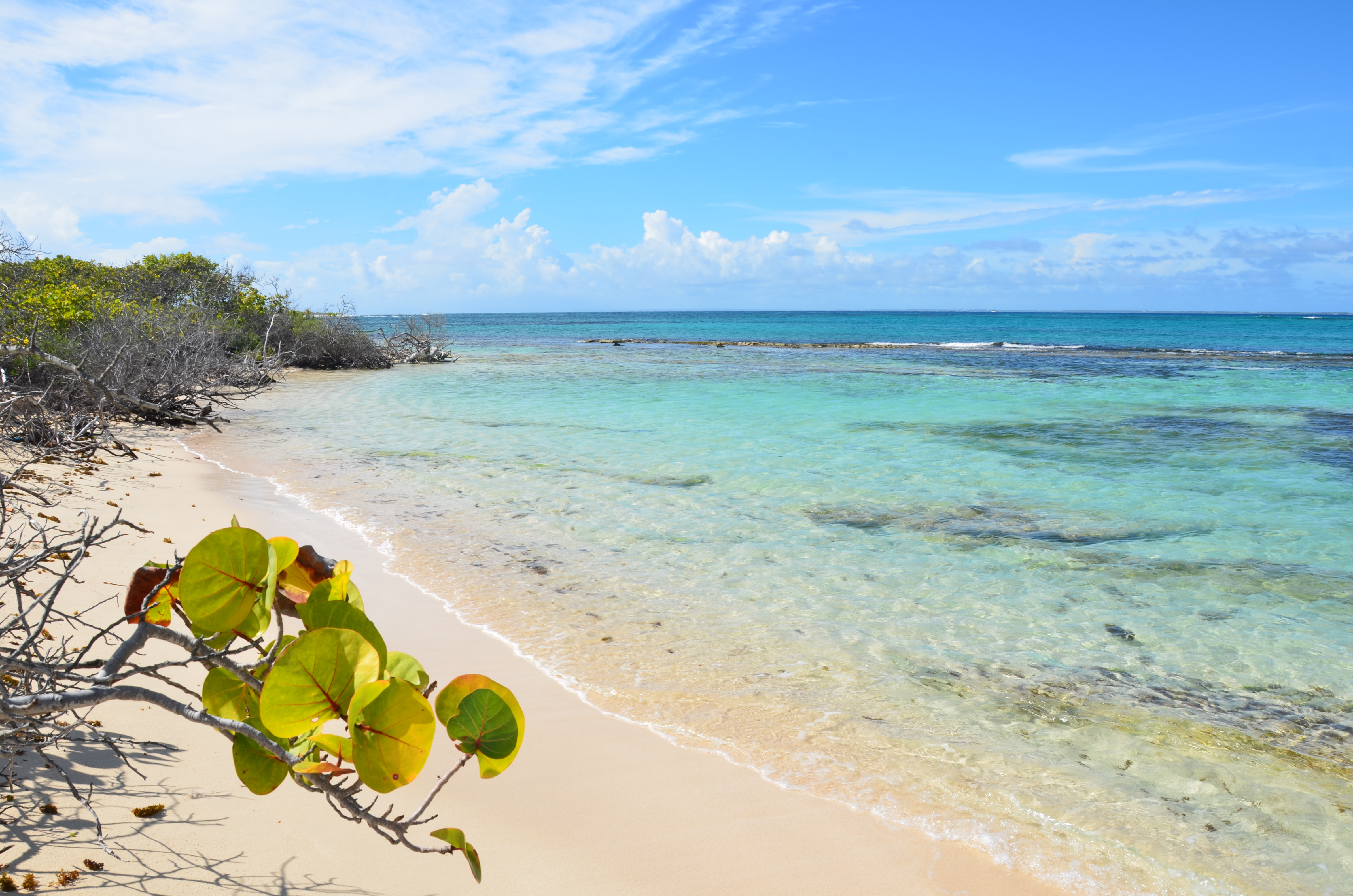
Vue depuis Petite-Terre
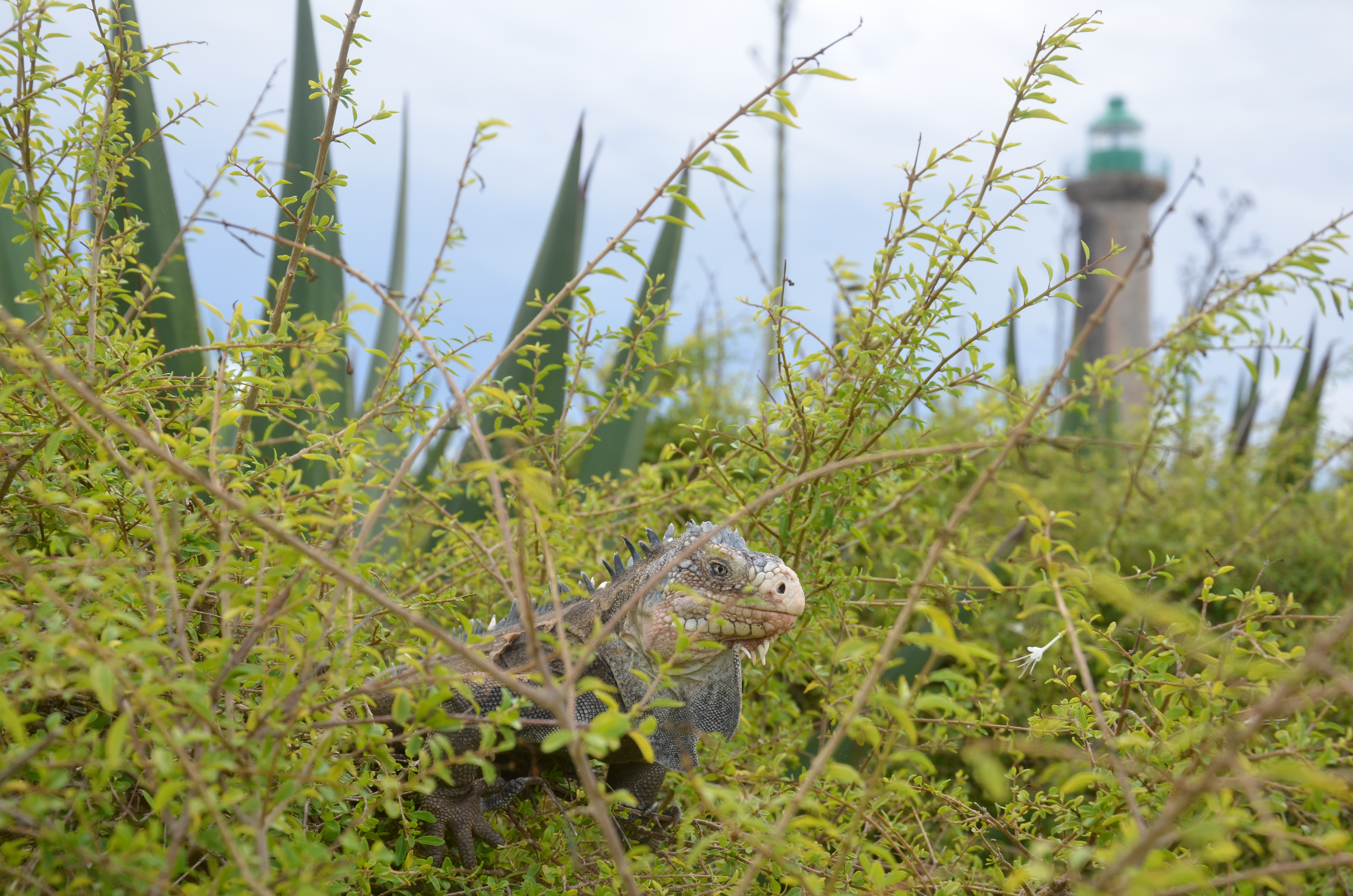
Iguane dans la végétation